# Lương Nhị Kỳ
Lương Nhị Kỳ (6 tháng 1 năm 1925 – 21 tháng 8 năm 2005), là nhà ngoại giao Việt Nam Cộng hòa, từng giữ chức tham tán Đại sứ quán Việt Nam Cộng hòa tại Hoa Kỳ, tổng lãnh sự tại San Francisco và đại sứ tại Iran.

## Tiểu sử
Lương Nhị Kỳ sinh ngày 6 tháng 1 năm 1925 tại Tây Ninh, Nam Kỳ, Liên bang Đông Dương.
Ông bắt đầu công tác trong ngành ngoại giao kể từ năm 1955. Dưới thời Đệ Nhị Cộng hòa, ông được chính phủ bổ nhiệm làm Tổng Lãnh sự Việt Nam Cộng hòa đầu tiên tại San Francisco từ năm 1967 đến năm 1972.
Sau biến cố 30 tháng 4 năm 1975, ông sang châu Phi làm chuyên gia phát triển cho một công ty ở Sénégal.
Ít lâu sau, ông cùng gia đình rời khỏi châu Phi qua định cư bên Pháp.   
Ông qua đời ngày 21 tháng 8 năm 2005 tại Paris, Pháp.

## Đời tư
Ông là người theo tín ngưỡng Phật giáo, đã lập gia đình và có ba người con (1974).

## Vinh danh
- Đệ Nhất Đẳng Tâm Lý Chiến Bội Tinh (1972)[1]
- Đệ Nhị Đẳng Dân Vụ Bội Tinh (1973)[1]